# Barbara Burke
Barbara Hannah Anita Burke, coniugata Knight (Norwood, 13 maggio 1917 – Johannesburg, 8 agosto 1998), è stata una velocista britannica, vincitrice della medaglia d'argento nella staffetta 4×100 metri ai Giochi olimpici di Berlino nel 1936.

## Biografia
Nei giochi olimpici tedeschi del 1936 nella Staffetta 4×100 metri vinse una medaglia d'argento con Eileen Hiscock, Audrey Brown e Violet Olney.
Ai giochi del Commonwealth del 1938 vinse un oro.

## Palmarès
| Anno | Manifestazione            | Sede    | Evento                | Risultato | Prestazione | Note |
| ---- | ------------------------- | ------- | --------------------- | --------- | ----------- | ---- |
| 1936 | Giochi della XI Olimpiade | Berlino | Staffetta 4×100 metri | Argento   | 47"6        |      |